# VDI-Denkmal (Alexisbad)

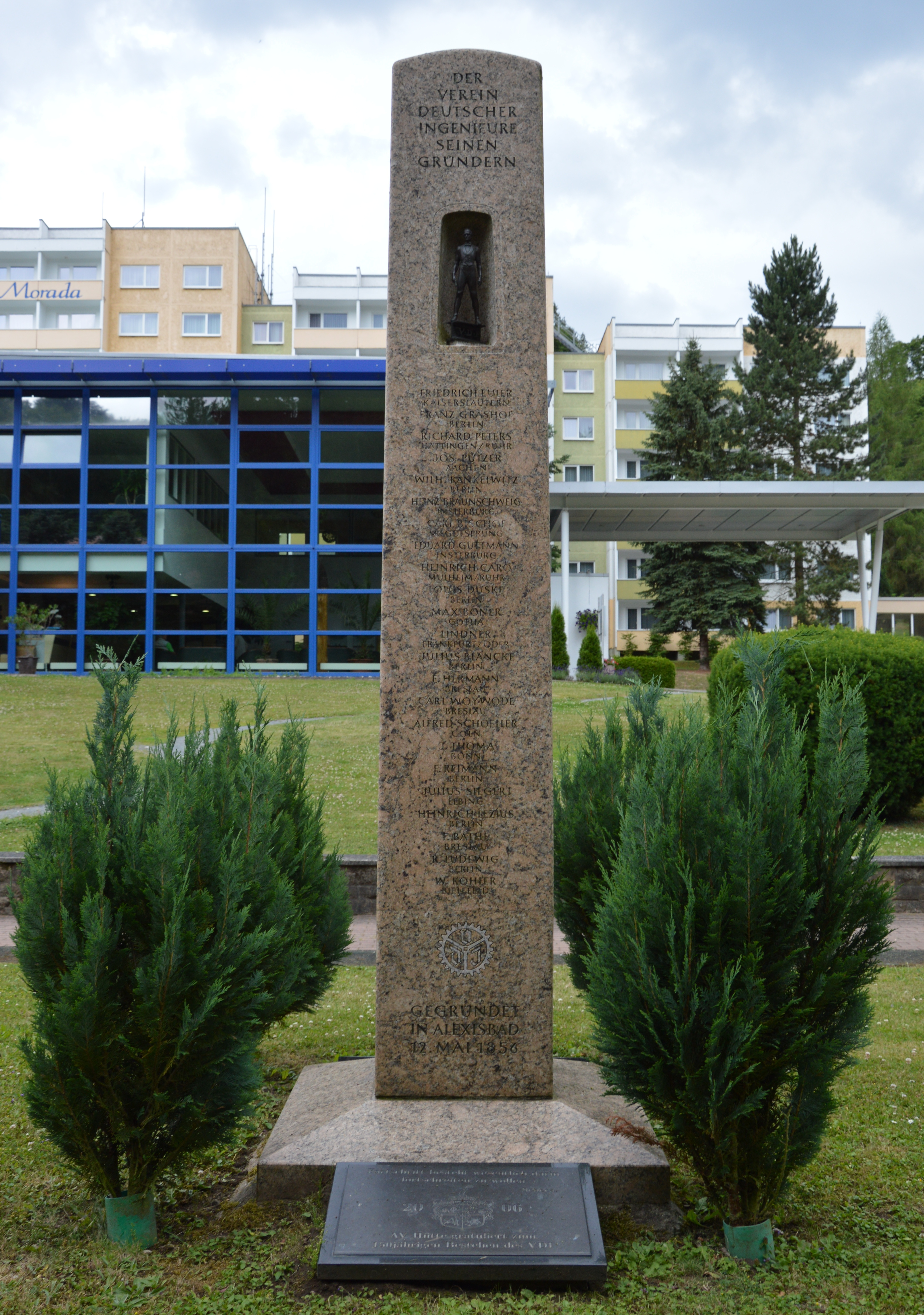
VDI-Gedenkstele in Alexisbad, 2017

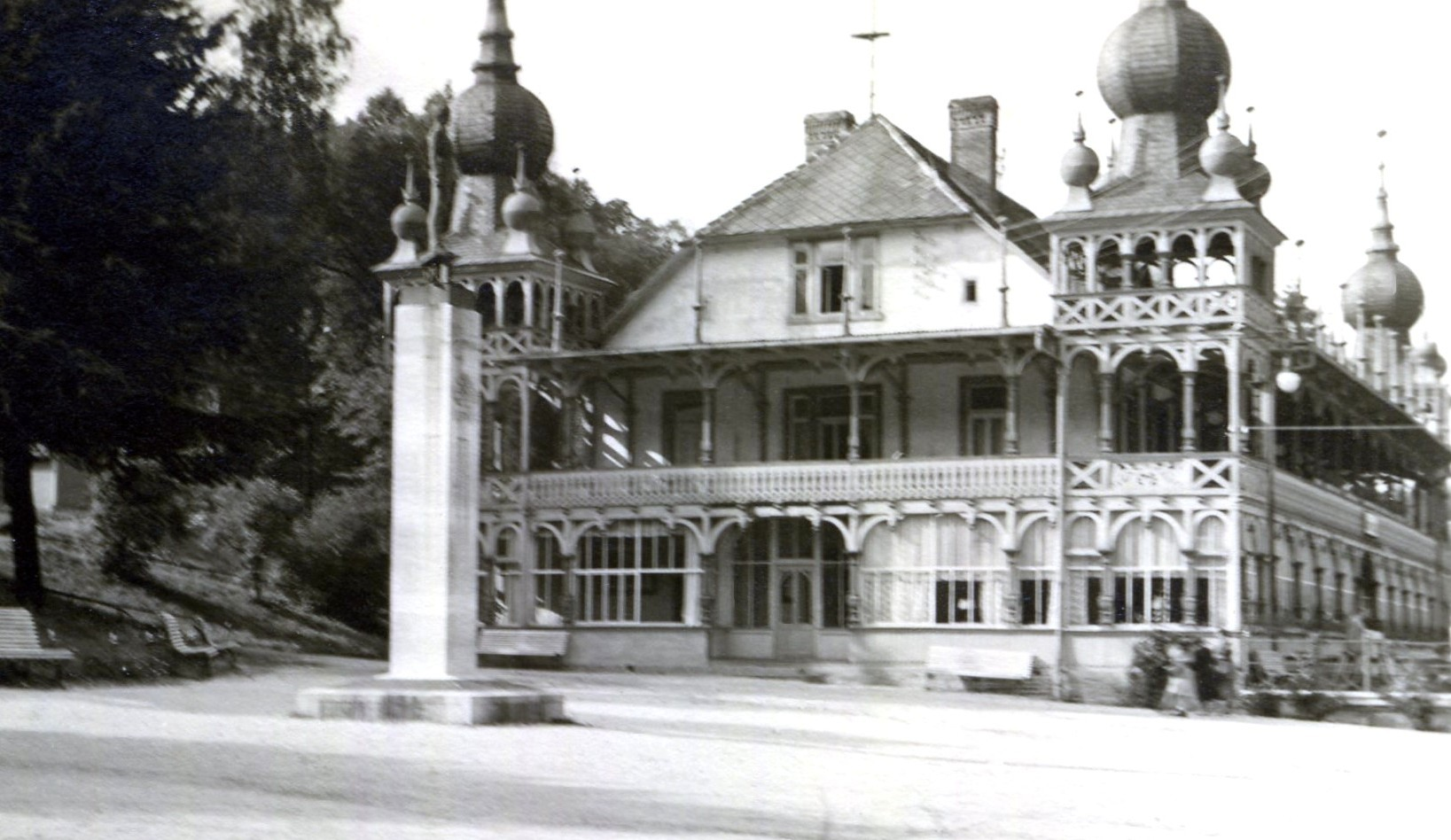
VDI-Denkmal vor dem Kurhaus Alexisbad, August 1940

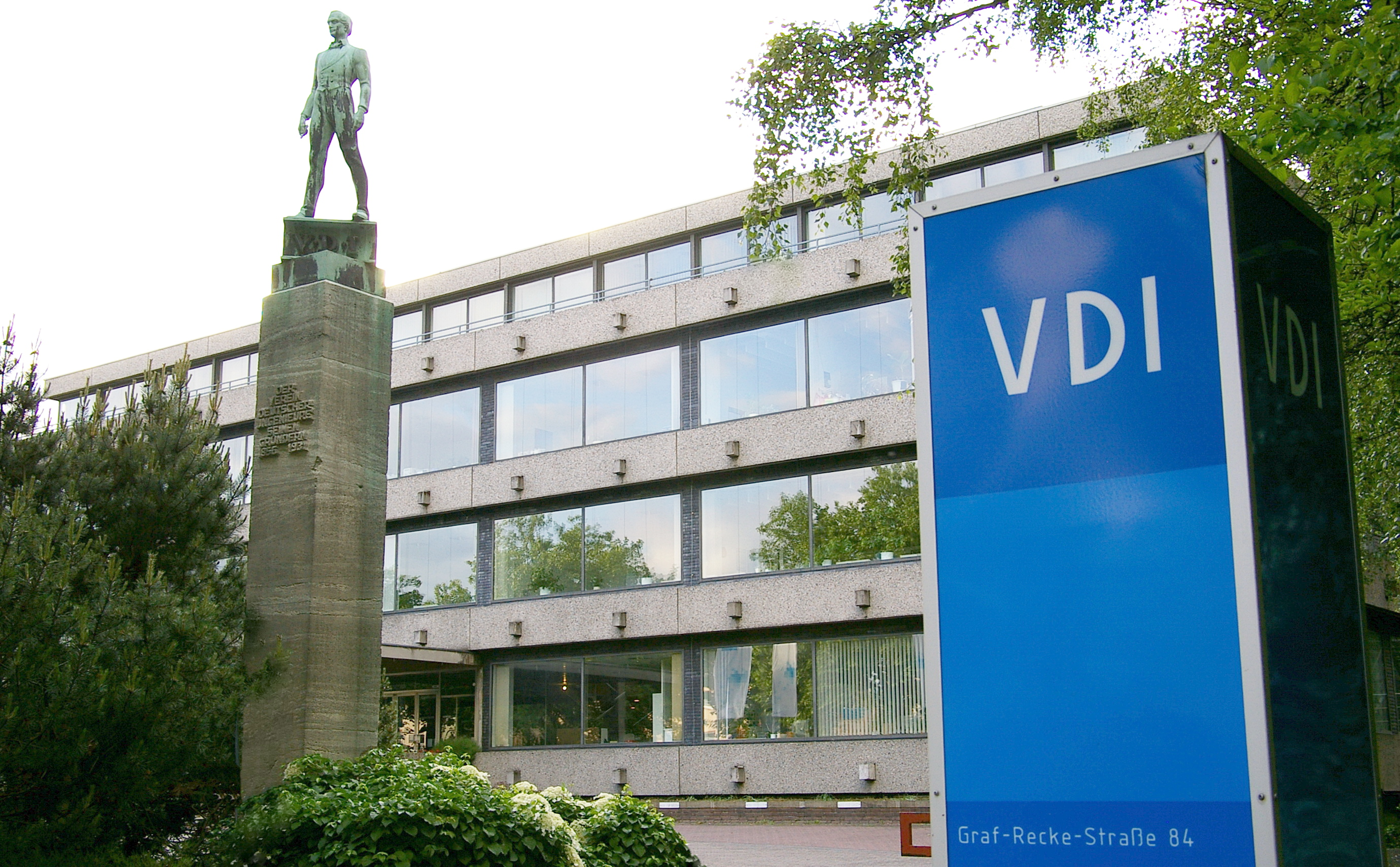
VDI-Denkmal vor dem VDI-Haus in Düsseldorf, 2006

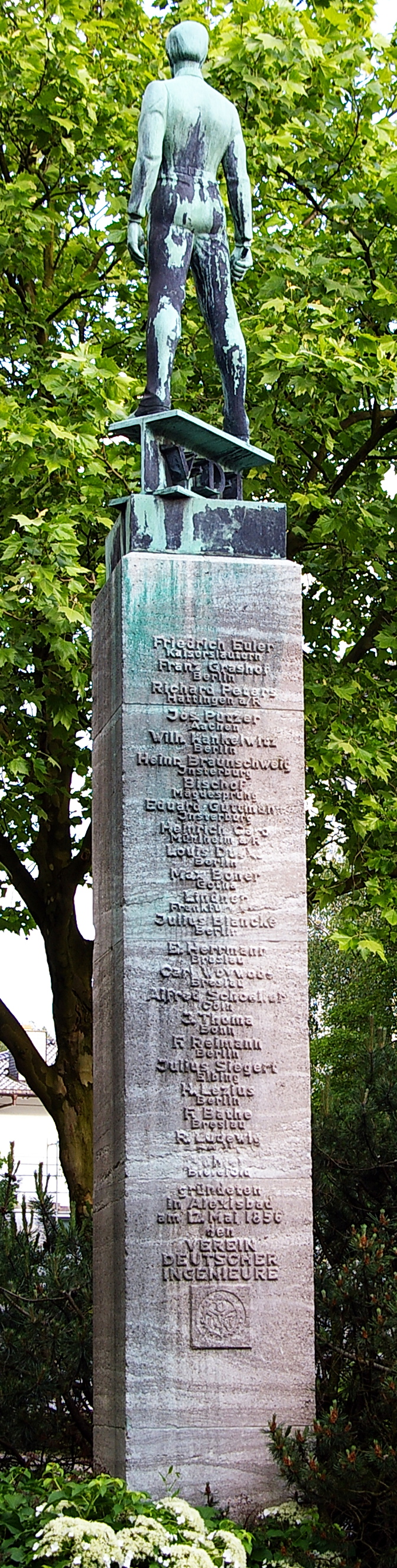
Rückseite des in Düsseldorf stehenden VDI-Denkmals

Das VDI-Denkmal ist ein Denkmal im zu Harzgerode gehörenden Ortsteil Alexisbad im Harz in Sachsen-Anhalt. Es erinnert an die am 12. Mai 1856 in Alexisbad erfolgte Gründung des Vereins Deutscher Ingenieure (VDI).
Es befindet sich in zentraler Lage in der Ortsmitte Alexisbads auf dem Kurplatz.

## Gestaltung und Geschichte
Schon anlässlich des 50. Gründungsjubiläums 1906 war im Reichstag in Berlin die Idee geäußert worden, ein Denkmal in Alexisbad zu errichten, wobei an einen erhöhten Standort auf einem Berg gedacht wurde. Zur Umsetzung gelangte die Idee jedoch zunächst nicht. Anlässlich des 75. Jubiläums der Gründung wurde dann jedoch am 12. Mai 1931 vor dem Kurhaus Alexisbad ein vom Bildhauer Eberhard Encke geschaffenes Denkmal enthüllt.
Das Denkmal bestand aus einer hohen, schlanken, aus fünf Muschelkalkstein-Quadern errichteten Stele. Sie trug einen Doppel-T-Träger, auf der eine Bronzefigur stand. Die Figur stellte einen jungen Ingenieur dar. An der Stele wurde eine an die Gründer erinnernde Widmung angebracht, auf der Rückseite waren ihre Namen vermerkt. Zu Füßen der Stele waren leicht geneigte Metallplatten angebracht, auf der die Namen der Bezirksvereine angegeben waren.
Die Enthüllung wurde von einer musikalischen Darbietung eingeleitet. Es folgte die Vorfahrt eines von zwei Pferden gezogenen Leiterwagens mit Mitgliedern des Akademischen Vereins „Hütte“. Die Begrüßung der Gäste erfolgte mit einer Rede eines Vertreters der Landesregierung des Freistaats Anhalt. Dem schloss sich eine Ansprache des Bildhauers zur Konzeption des Denkmals an. Schließlich übernahm Johannes Körting als Vorsitzender des Denkmalausschusses des VDI das Denkmal mit den Worten: Es grüne die Tanne, nie wanke der Stein! Gott schütze auf ewig unseren Verein!
1972 baute man in der DDR im Zuge von Umbauten des Areals und der Errichtung eines Wirtschaftsgebäudes des Ferienheims „Geschwister Scholl“ das Denkmal ab und lagerte es ein. Der in der Bundesrepublik fortbestehende VDI wurde hiervon in Kenntnis gesetzt. Der Verein forderte die Wiederaufstellung des Denkmals an einer anderen Stelle des Ortes, die jedoch nicht erfolgte. Auch örtliche Bemühungen Interessierter fanden bei den staatlichen Behörden der DDR kein Gehör.
Der VDI wandte sich daher Ende der 1970er Jahre an den Bundesminister für innerdeutsche Beziehungen mit der Bitte um Unterstützung für eine Überführung des Denkmals nach Westdeutschland. Die DDR-Behörden bewilligten eine solche Überführung des Denkmals jedoch zunächst nicht. Nach längeren ergebnislosen Verhandlungen wandte man sich an Erich Voltmer, damals Redakteur der Saarbrücker Zeitung und ein Schulkamerad Erich Honeckers aus den Kindheitstagen des Staatsratsvorsitzenden. Tatsächlich bewilligte Honecker dann im Sommer 1980 den Abtransport des Denkmals. Die Abholung erfolgte am 24. März 1981. Anlässlich des 125. Gründungsjubiläums wurde das Denkmal am 12. Mai 1981 vor dem VDI-Haus in Düsseldorf, Graf-Recke-Straße 84 (VDI-Sitz 1967–2008), wiedererrichtet. Nach dem Umzug des VDI an den neuen Sitz, VDI-Platz 1 in Düsseldorf (VDI-Sitz seit 2008), und dem Verkauf der alten Immobilie wurde das VDI-Denkmal im Innenhof des neuen VDI-Hauses aufgestellt, wo es noch heute steht.
Nach der politischen Wende des Jahres 1989 und der Deutschen Einheit war der VDI auch wieder in Ostdeutschland aktiv. Anlässlich eines Kleinen Ingenieurtages im Schloss Harzgerode am 20. Juni 1992 teilte der VDI-Direktor Gerber mit, dass die Aufstellung einer Gedenkstele in Alexisbad für den September 1993 vorgesehen sei. Eine zuvor auch diskutierte erneute Umsetzung des ursprünglichen Denkmals erfolgte nicht. Zunächst wurde am 20. Juni 1992 nahe dem ursprünglichen Standort eine Gedenktafel zur Erinnerung an die VDI-Gründung in Alexisbad enthüllt.
Am 24. September 1993 wurde die neue Gedenkstele an ihrem heutigen Platz enthüllt. Es entstand wiederum eine hohe Stele, in deren oberem Bereich eine kleine Statue integriert ist, die sich in der Gestaltung auf das ursprüngliche VDI-Denkmal bezieht. Geschaffen wurde das Denkmal vom Bildhauer und Steinmetzmeister Wolfgang Kuhn.
Sowohl auf dem VDI-Denkmal als auch auf der VDI-Gedenkstele befindet sich die Inschrift:
DER

VEREIN

DEUTSCHER

INGENIEURE

SEINEN

GRÜNDERN

Weiterhin finden sich die Namen und Wirkungsorte der 23 Ingenieure, die am 12. Mai 1856 an jenem Ort den VDI konstituierten.
FRIEDRICH EULER

KAISERSLAUTERN

FRANZ GRASHOF

BERLIN

RICHARD PETERS

HATTINGEN/RUHR

JOS. PÜTZER

AACHEN

WILH. KANKELWITZ

BERLIN

HEINZ BRAUNSCHWEIG

INSTERBURG

CARL BISCHOF

MÄGDESPRUNG

EDUARD GUTTMANN

INSTERBURG

HEINRICH CARO

MULHEIM/RUHR

LOUIS DUSKE

BERLIN

MAX BONER

GOTHA

LINDNER

FRANKFURT/ODER

JULIUS BLANCKE

BERLIN

E. HERMANN

BRESLAU

CARL WOYWODE

BRESLAU

ALFRED SCHOELLER

COLN

J. THOMA

BONN

F. REIMANN

BERLIN

JULIUS SIEGERT

ELBING

HEINRICH LEZIUS

BERLIN

F. BATHE

BRESLAU

R. LUDEWIG

BERLIN

W. KOHLER

BIELEFELD

Auf der VDI-Gedenkstele befindet sich zusätzlich noch das zum Zeitpunkt der Einweihung gültige Logo des VDI und darunter die Widmung:
GEGRÜNDET

IN ALEXISBAD

12. Mai 1856

Vor der VDI-Gedenkstele steht schräg an sie angelehnt auf dem Boden eine Tafel mit der Inschrift:
Fortschritt besteht wesentlich darin

fortschreiten zu wollen

Seneca

2006

AV Hütte gratuliert zum

150jährigen Bestehen des VDI

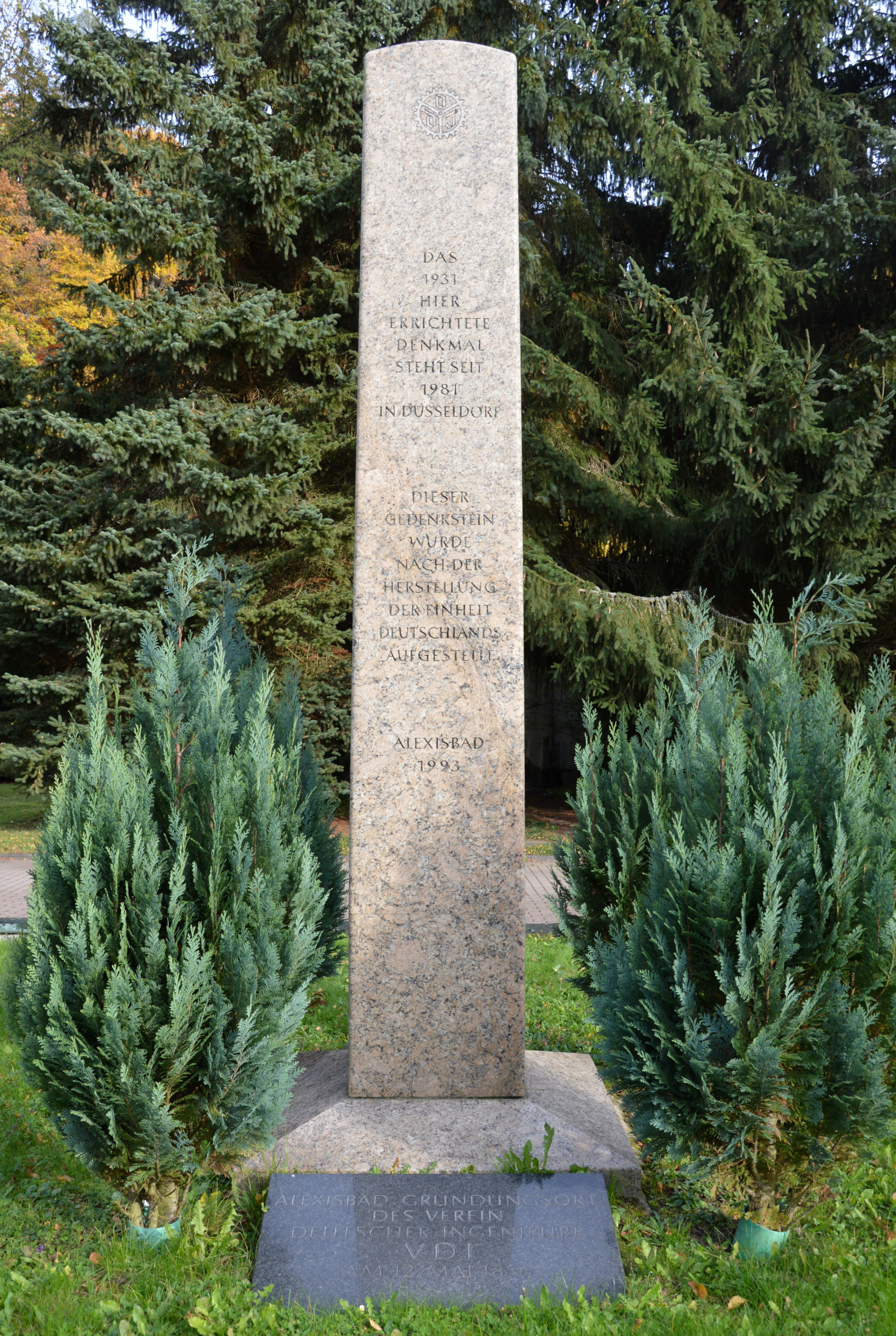
Westseite der VDI-Gedenkstele

Auf der nach Westen gerichteten Seite der VDI-Gedenkstele befindet sich eine die Geschichte des VDI-Denkmals thematisierende Inschrift:
DAS

1931

HIER

ERRICHTETE

DENKMAL

STEHT SEIT

1981

IN DÜSSELDORF

DIESER

GEDENKSTEIN

WURDE

NACH DER

HERSTELLUNG

DER EINHEIT

DEUTSCHLANDS

AUFGESTELLT

ALEXISBAD

1993

Auch auf dieser Seite der Stele steht schräg an sie angelehnt auf dem Boden eine Tafel mit der Inschrift:
ALEXISBAD GRÜNDUNGSORT

DES VEREIN

DEUTSCHER INGENIEURE

VDI

AM 12. MAI 1856